# Luca Schuler
Luca Schuler (ur. 17 stycznia 1998 w Schwyz) – szwajcarski narciarz dowolny, specjalizujący się w konkurencji Slopestyle. W 2014 roku wystartował na igrzyskach olimpijskich w Soczi, gdzie zajął 32. miejsce. Na mistrzostwach świata w Sierra Nevada w 2017 roku zajął 28. miejsce. Najlepsze wyniki w Pucharze Świata osiągnął w sezonie 2016/2017, kiedy to w klasyfikacji generalnej zajął 31. miejsce, a w klasyfikacji big air był ósmy. Był też piąty w klasyfikacji slopestyle'u w sezonie 2014/2015.

## Osiągnięcia

### Igrzyska olimpijskie
| Miejsce | Dzień     | Rok  | Miejscowość | Konkurencja | Zwycięzca        |
| ------- | --------- | ---- | ----------- | ----------- | ---------------- |
| 32.     | 13 lutego | 2014 | Soczi       | Slopestyle  | Joss Christensen |

### Mistrzostwa świata
| Miejsce | Dzień    | Rok  | Miejscowość   | Konkurencja | Zwycięzca      |
| ------- | -------- | ---- | ------------- | ----------- | -------------- |
| 6.      | 19 marca | 2017 | Sierra Nevada | Slopestyle  | McRae Williams |

### Puchar Świata

#### Miejsca w klasyfikacji generalnej
- sezon 2013/2014: 110.
- sezon 2014/2015: 74.
- sezon 2015/2016: 96.
- sezon 2016/2017: 31.

#### Miejsca na podium w zawodach
1. Silvaplana – 14 marca 2015 (Slopestyle) – 3. miejsce
2. El Colorado – 3 września 2016 (Big Air) – 3. miejsce
3. Mönchengladbach – 2 grudnia 2016 (Big Air) – 2. miejsce